# Johann Hoffmann
Johann Hoffmann (ur. 28 marca 1857 w Hahnheim, zm. 1 listopada 1919 w Heidelbergu) – niemiecki lekarz neurolog i neuropatolog. 

## Życiorys
Urodził się w 1857 roku w Hahnheim w Hesji Nadreńskiej. Ukończył szkołę w Wormacji, po czym studiował medycynę w Heidelbergu, Strasburgu i Berlinie. W 1882/83 roku zdał egzaminy państwowe. W 1883 roku w Heidelbergu otrzymał tytuł doktora medycyny. Był asystentem Nikolausa Friedreicha, Adolfa Weila i Wilhelma Erba. W 1910 został profesorem tytularnym, w 1919 profesor zwyczajny neuropatologii. Zmarł 1 listopada 1919 w Heidelbergu.

## Dorobek naukowy
Na jego cześć nazwano opisane przez niego: objaw Hoffmanna, odruch Hoffmanna, zespół Hoffmana, chorobę Werdniga-Hoffmanna.